# Jimmy Jackson
Jimmy Jackson (Indianapolis (Indiana), 25 juli 1910 - Desert Hot Springs (Californië), 24 november 1984) was een Amerikaans Formule 1-coureur. Hij reed de Indianapolis 500 van 1950 en 1954, maar scoorde daarin geen punten.